# باساس دا ایندیا
باساس دا ایندیا (به فرانسوی: Bassas da India) یک جزیره از نوع آب‌سنگ حلقوی است که جزئی از سرزمین‌های جنوبی و جنوبگانی فرانسه به‌شمار می‌آید. این جزیره آب‌سنگی غیرمسکونی شکلی تقریباً مدور دارد و مساحت آن ۰٫۲ کیلومتر مربع است.
این جزیره روبه‌روی ساحل شرقی آفریقا، در کانال موزامبیک جنوبی، تقریباً در نیمه راه بین موزامبیک و ماداگاسکار (حدود ۳۸۵ کیلومتر در شرق آن) و در حدود ۱۱۰ کیلومتری در شمال غربی جزیره اروپا واقع شده‌است. بخش کمربندی این آب‌سنگ در حدود ۱۰۰ متر پهنا دارد که یک تالاب کم‌عمق را در خود گرفته‌است. ژرفای این تالاب از ۱۵ متر بیشتر نمی‌شود. در مرکز این آبسنگ یک تخته‌سنگ آتشفشانی جای گرفته که تنها به هنگام جزر و مد از آب بیرون می‌آید.
باساس دا ایندیا را گاسپار گونسالوس پرتغالی کشف کرد. در ۳۱ اکتبر سال ۱۸۹۷، فرانسه خواستار مالکیت این آب‌سنگ شد و از آن زمان به وسیله یک نماینده جمهوری فرانسه که در رئونیون سکونت دارد، اداره می‌شود. باساس دا ایندیا به عنوان بخشی از جمهوری فرانسه به‌شمار نمی‌آید، بلکه در زمره یکی از مستملکات دولتی حساب می‌شود. ماداگاسکار نیز بر باساس دا ایندیا ادعای تملک دارد.
در صخره‌های این جزیره هنوز تعدادی از لنگرهای کشتی‌های قدیمی دیده می‌شود که در طول قرن‌ها به این تخته‌سنگ‌ها برخورد کرده‌اند. این لنگرها در به هنگام برکشند (مدّ) سر از آب درمی‌آورند. تالاب وسط جزیره نوعی مهد کودک برای کوسه‌های گالاپاگوس تشکیل داده‌است. این تالاب پناهگاهی است که کوسه‌ها تا زمانی که به اندازه کافی بزرگ شوند در آن باقی می‌مانند.

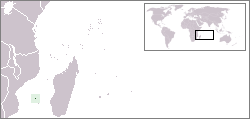
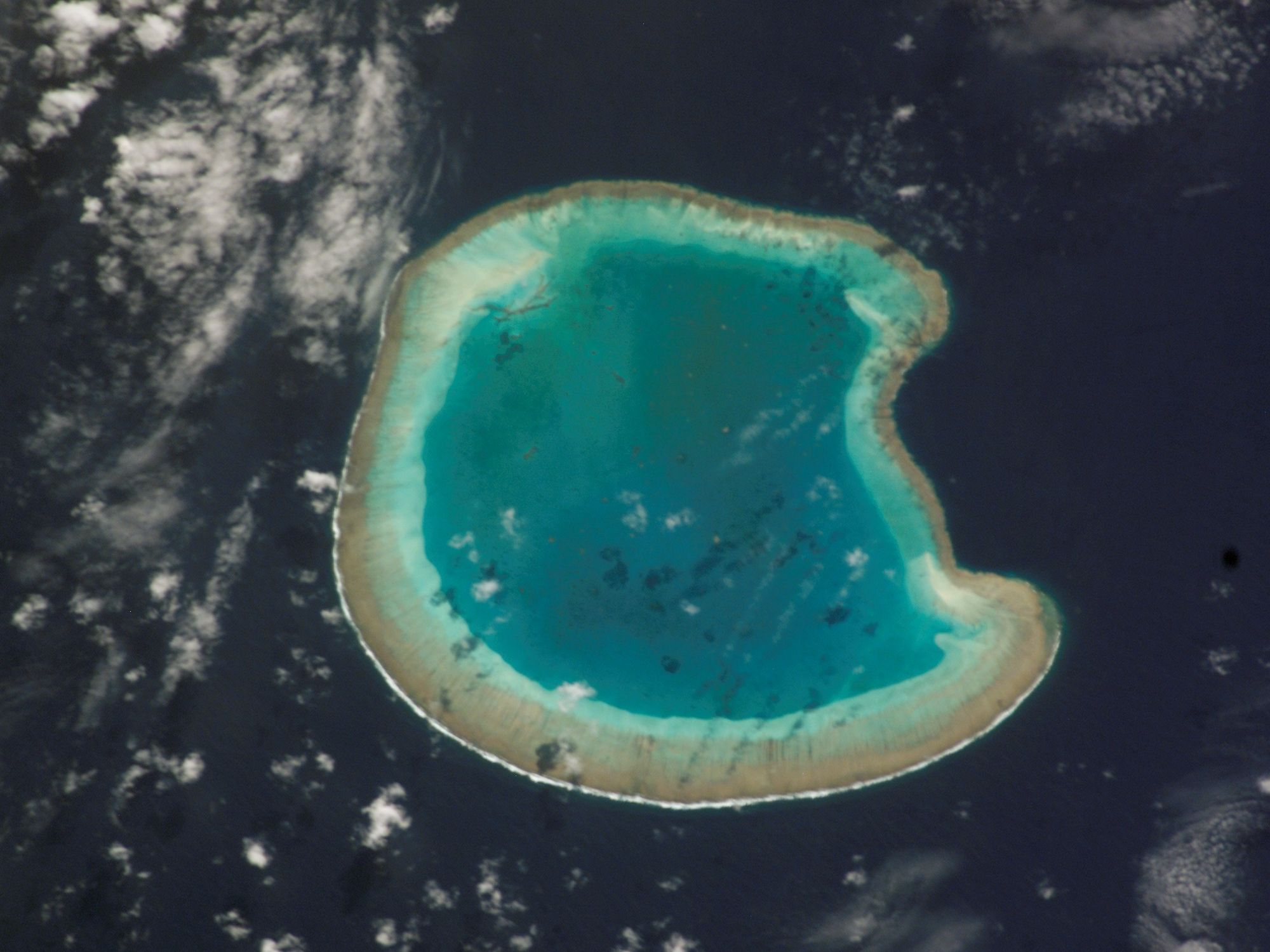
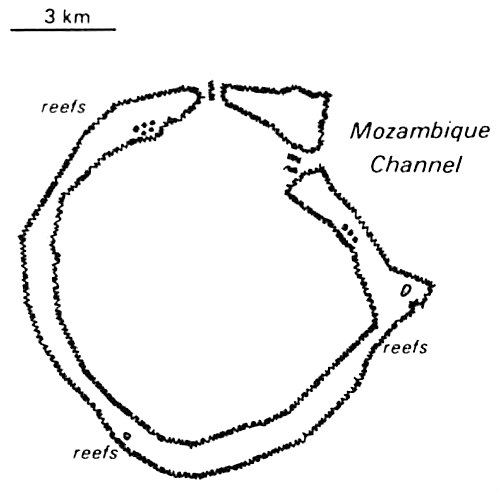